# SAS (компания)
SAS (ранее — SAS Institute) — американская частная компания, разработчик программ для статистического анализа и систем класса Business Intelligence. Штаб-квартира — в Кэри (Северная Каролина). Владелец и генеральный директор — Джеймс Гуднайт (англ. James Goodnight).

## История

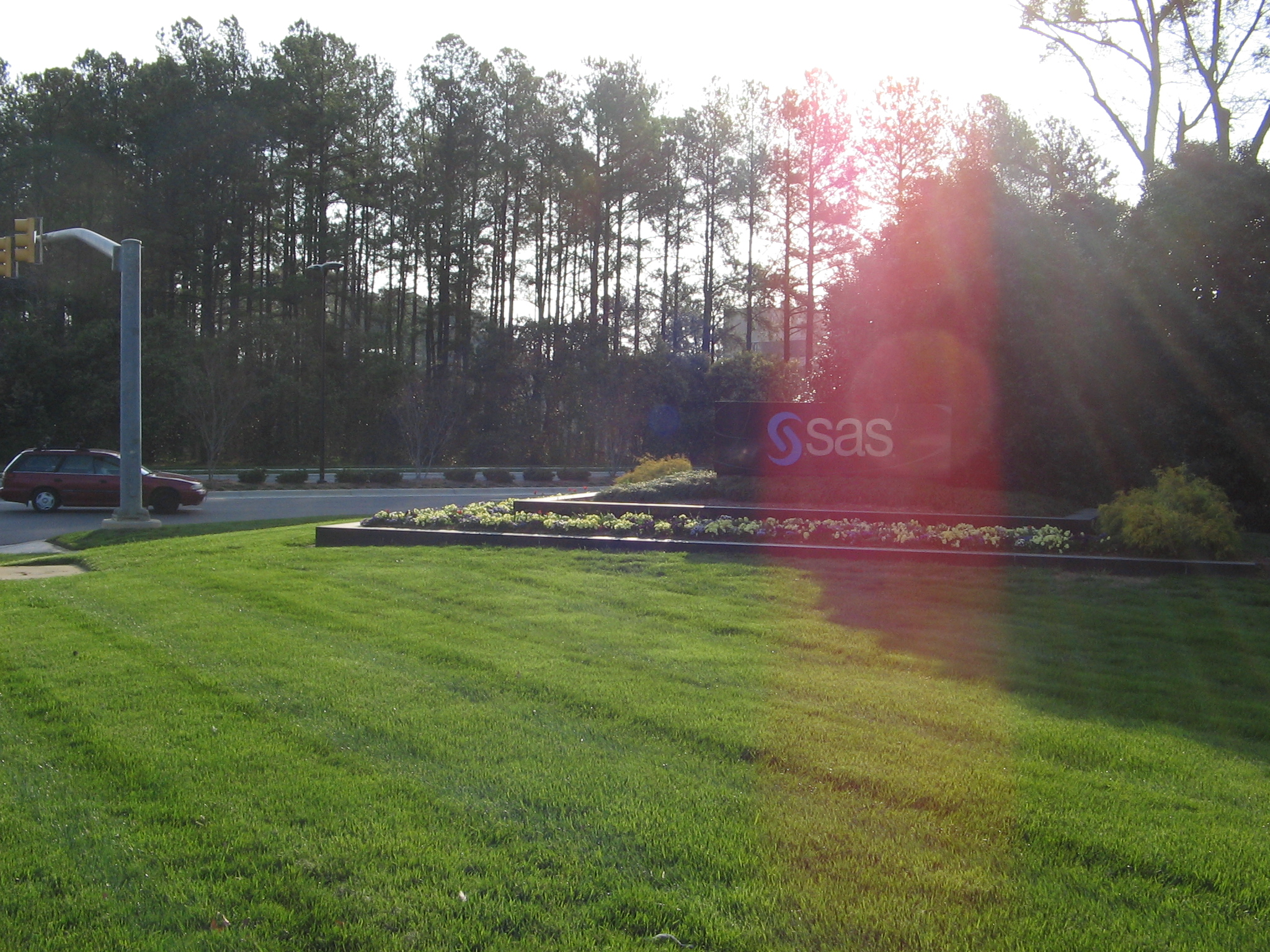
Въезд в «кампус» SAS

Основана в 1976 году Энтони Барром (Anthony Barr), Джеймсом Гуднайтом и Джейн Хельвиг (Jane Helvig), разрабатывавшими с 1966 года в Университете Северной Каролины статистический пакет SAS (англ. Statistical Analysis System) для мейнфреймов IBM. Помимо стандартной для мейнфреймов практики выполнения программ в пакетном режиме, в системе была реализована оригинальная для того времени возможность — оконный интерфейс разработки и выполнения программ, программа писалась в одном окне (Program Editor), результаты её работы отображались в другом (Output), а журналы — в третьем (Log).
По мере того, как появлялись другие типы платформ, система портировалась на другие операционные системы.
В 1980 году было открыто первое представительство компании за пределами США — европейский офис SAS, расположенный в Великобритании, позднее этот офис переехал в город Гейдельберг в Германии. В тот же период для головного офиса построен «кампус», расположенный на 80 га в Кэри.
Годовой доход компании в 2007 году достиг $2,15 млрд. Представительства компании работают в 109 странах и поддерживают более 45 тыс. клиентов по всему миру.
В июле 2021 года Wall Street Journal сообщил, что американская компания по производству полупроводников Broadcom ведет переговоры о приобретении SAS.В ответ на это в электронном письме от 13 июля 2021 года генеральный директор SAS Джим Гуднайт заявил, что компания не продаётся.

## Продукты и решения SAS
Основные продукты SAS — настраиваемые системы класса Business Intelligence для финансового менеджмента, управления рисками, маркетинга, управления цепочками поставок. В решениях учитывается отраслевая специфика, поставляются различные решения для разных отраслей.
Все решения базируются на общей программной платформе (SAS Enterprise Intelligence Platform), которая обеспечивает базовые функциональные возможности, необходимые всем приложениям — ETL/ELT, хранилище данных, формирователь аналитических отчётов, углублённая аналитика (data mining).
На основе общей платформы строятся отраслевые и функциональные решения:
- управление эффективностью организации;
- анализ клиентской базы (клиентская аналитика);
- управление маркетинговыми ресурсами;
- управление рисками (кредитными, операционными, рыночными и другими);
- борьба с мошенничеством и отмыванием денег;
- кредитный скоринг;
- управление цепочками поставок;
- прогнозирование спроса.

## Финансовые показатели
Выручка компании SAS в 2008 — $2,26 млрд (рост на 5,1 %, в 2007 — $2.15 млрд). Выручка SAS в России и странах СНГ в 2008 — $35 млн (рост на 26 %).
На страны региона EMEA приходится 45 % общего дохода, на Америку — 43 %, на Азиатско-Тихоокеанский регион — 12 %. При этом доля продаж в странах Центральной и Восточной Европы в общем объёме продаж EMEA составляет 10 %.
Из общего объёма продаж SAS в странах Центральной и Восточной Европы (CEE) приходится 34 % на Россию и другие страны СНГ. Они распределены следующим образом: 85 % — Россия, 12 % — Казахстан, 2 % — Украина. По объёму продаж SAS в России странах СНГ лидирует отрасль телекоммуникаций (44 %), затем идет финансовый сектор — банки и страховые компании (29 %), транспорт (15 %) и 12 % приходится на все остальные отрасли. Доходы SAS в России и странах СНГ складываются из продаж лицензий (первого года и повторных), оказания консультационных услуг и обучения партнеров и клиентов. Доля доходов SAS в России от первичных продаж составила 40 %, от продления лицензий — 35 %, на услуги консалтинга пришлось 23 % и 2 % — на обучение клиентов и партнеров.

## Корпоративная культура
В начале 2010-х годов SAS регулярно занимала первые места в рейтинге 100 лучших работодателей журнала Fortune, в частности, в 2013 году компания заняла второе место, поднявшись на одну позицию по сравнению с предыдущим годом и уступая лишь Google.
Текучесть кадров в компании — около 4 % (в целом по отрасли 20 %). На территории «кампуса» (головного офиса) действуют крупный спорткомлекс, бесплатный центр здравоохранения, детский сад на 600 мест, в филиалах родители дошкольников получают соответствующую компенсацию.